# Neuvic (Corrèze)
Neuvic is een gemeente in het Franse departement Corrèze (regio Nouvelle-Aquitaine). De plaats maakt deel uit van het arrondissement Ussel. Neuvic telde op 1 januari 2022 1.597 inwoners.

## Geografie
De oppervlakte van Neuvic bedroeg op 1 januari 2022 72,88 vierkante kilometer; de bevolkingsdichtheid was toen 21,9 inwoners per km².
De onderstaande kaart toont de ligging van Neuvic met de belangrijkste infrastructuur en aangrenzende gemeenten.

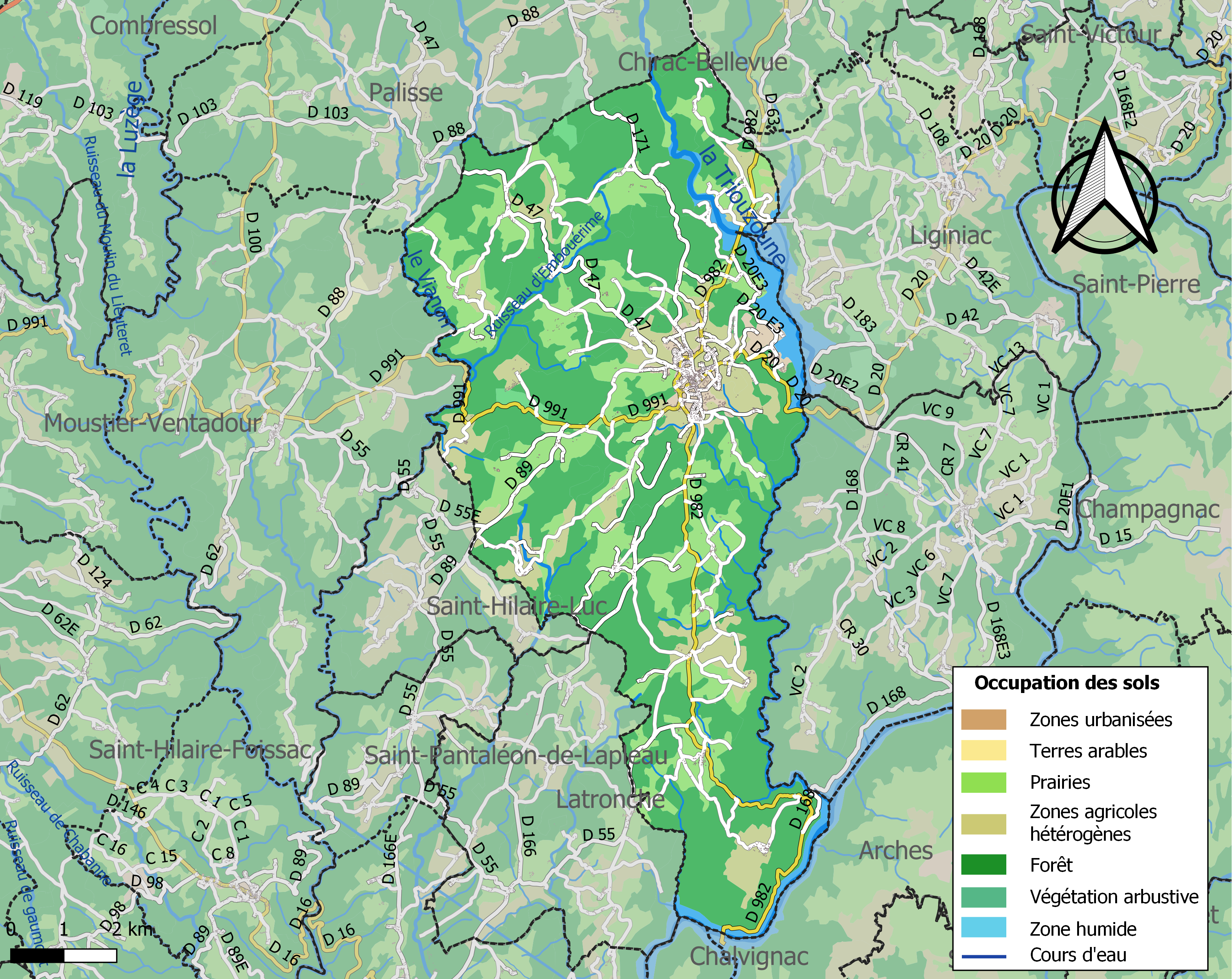

## Demografie
Onderstaande figuur toont het verloop van het inwonertal (bron: INSEE-tellingen).